# Almazna
Almazna (em ucraniano:  Алма́зна, em russo:  Алмáзная) é uma cidade da Ucrânia, situada no Oblast de Luhansk. Tem 1,33 km² de área e sua população em 2020 foi estimada em 4.242 habitantes.